# Wojciech Polak
Wojciech Polak (sinh ngày 19 tháng 12 năm 1964) là Tổng giám mục Công giáo La Mã của Gniezno, Ba Lan. Ông được bổ nhiệm vào ngày 17 tháng 5 năm 2014. Trước đây ông từng là giám mục phụ tá của Gniezno.

## Cuộc đời
Polak sinh năm 1964 tại Inowrocław, thuộc địa phận của tổng giáo phận Gniezno. Năm 1983, ông Ông thi đậu vào Đại Chủng viện Gniezno. Ngày 13 tháng 5 năm 1989, ông được thu phong linh mục. Từ năm 1989 đến năm 1991 Wojciech Polak là linh mục phụ tá, mục vụ tại Nhà thờ Thánh Martin và Nicholas ở Bydgoszcz.
Ông theo học tại Học viện Anphongsô và lấy bằng cử nhân vào năm 1996 sau đó là bằng tiến sĩ về thần học luân lý. Ông đã trải qua các công việc như Giáo sư tại Đại Chủng viện Gniezno (1995–1999), hiệu trưởng Đại Chủng viện (1999–2003), thẩm phán của Tòa án Giáo hội Công giáo Ba Lan, giáo sư Thần học Luân lý tại Đại Chủng viện và từ năm 1998 tại Khoa Thần học của Đại học Adam Mickiewicz ở Poznań.
Ngày 8 tháng 4 năm 2003, Wojciech Polak được Giáo hoàng Gioan Phaolô II bổ nhiệm ông là thành viên của Hội đồng Giáo hoàng về chăm sóc mục vụ cho người di cư. Năm 2009, ông được bầu làm thành viên Hội đồng Thường trực của Hội đồng Giám mục Ba Lan và từ năm 2011, ông giữ chức vụ Tổng thư ký của Hội đồng Giám mục Ba Lan. 

### Tổng giám mục của Gniezno
Vào ngày 17 tháng 5 năm 2014 Giáo hoàng Phanxicô đã bổ nhiệm Polak làm tổng giám mục của Gniezno, thay thế cho Tổng giám mục Józef Kowalczyk nghỉ hưu.